# Parawixia monticola
Parawixia monticola är en spindelart som först beskrevs av Eugen von Keyserling 1892.  Parawixia monticola ingår i släktet Parawixia och familjen hjulspindlar. Inga underarter finns listade i Catalogue of Life.